# Michel Théato
Michel Johann Théato (Luxemburg, 22 de març de 1878 - París, 1923) fou un maratonià luxemburguès que va córrer per França al tombant del segle xx.
Poc se sap sobre la vida de Théato, però segur que no va treballar com a forner a París, com a vegades s'ha dit, ja que era ebenista i membre del St-Mandé Atletic Club. El 1900 va prendre part en els Jocs Olímpics de París, en què guanyà la medalla d'or en la Marató. Amb un temps de 2h 59' 45" superà en més de quatre minuts al també francès Émile Champion. Aquesta victòria fou discutida per diversos corredors, eque asseguraren que Théato havia agafat diversos dreceres durant el recorregut.
Durant molt de temps es va creure que Théato era francès, però a finals del segle XX es va descobrir que era nascut a Luxemburg. Amb tot, el Comitè Olímpic Internacional manté la medalla per França, perquè va competir per ells.